# Занатско-трговачке радње у Тијабари у Пироту
Занатско-трговачке радње у Тијабари у Пироту су просторно културно-историјске целине у Пироту. Овај део града је проглашен за културно добро 1981. године. Налазе се у градској четврти - Тијабари, где се налазе пијаца и аутобуска станица.

## Историја
Настанак трговачких и занатских радњи у Тијабари означавао је почетак развоја града у области привреде и трговине. Други део града, Пазар, је био већи и развијенији али Тијабара се развијала као чаршија због повећаних потреба за занатима и трговином. Тијабара се пружала из путеве према Књажевцу и Нишу те је био погодно тле за такве радње. 
Очевидно је да у почетној фази развоја градске територије нису била потребна два трговачка центра. То указује на чињеницу да се део Тијабаре развио нешто касније од дела Пазар, када је повећани број становништва и порастао а трговачки значај града захтевао дуплирање трговачких зона. 
У турском периоду је у овом простору постојала Покривена чаршија: Испред низа ћепенака у којима се радило и продавало, истурена је пар емтара дуга и ниска стреха подупрта гредама. Под стрехом ссе обављала производња и продаја, али под њом су произвођач и купац налазили хлад па је под њом налазио заштиту и пролазник склањајући се од кише и блата.  Код Трга Републике у Тијабари су почеле да се отварају радње терзијског еснафа: опанчари, ковачи, јорганџије, самарџије, казанџије, ћурчије, обућари итд. Покривена чаршија као таква је нестала после Првог светског рата. 
Уместо Покривене чаршије у Тијабари се развила чаршија са већим радионичким и продајним простором. Међутим, после Другог светског рата је занатство скоро па умрло у Пироту. 

## Изглед
У овом делу града преовлађују приземне зграде а обликована улична мрежа је почела да добија висинску компоненту у односу на раније године. Низање зграда се вршило уз саму ивицу путева и саобраћајница. Урбанистичко формирање ове четврти је завршено крајем 19. века и почетком 20. века. Релативно добро очуван архитектонски фонд три улице око трга са бројним трговачким и занатским локалима је јединствени амбијентални простор који је типичан за чаршију 19. века. Неколицина зграда које су подигнуте после рата нису значајно промениле свој изглед и нису нарушиле амбијент хомогене архитектонско-историјске целине. Ове зграде, као и стамбене куће сведоче о развоју насељаи српског грађанског друштва током 19. и почетком 20. века. 
Стилску групу чаршијских кућа трга у Тијабари карактеришу фасаде са профилисаним кровним венцима и архитравни појас који најчешће прихватају пиластри са композитним капителима или вертикални низови квадера. Прозоре красе профилисани надпрозорни тимпанони или архитрави. Испод прозора се налазе је мањи солбанк и парапетно поље украшено геометријским обликом квадра или ромба. На локалима су излози обрађени дрвеним первазима са декоративним елементима као што је капител. На понеким локалима се може наћи и надпрозорник где је угравирано име фирме. После Другог светског рата је почео тренд модернизације фасаде који је довео до делимичне деградације амбијента и његовог ликовног осиромашења. 
Ове радње се граниче са улицама од моста на Нишави улицом Николе Пашића до Трга Републике, од Трга Републике до Цетињске улице, подигнуте између два светска рата. 

## Локали
Власници локала у периоду заштите: Хасани Насуф, Рајковић Момчило и Милица, СО Пирот, Панић Добривоје, Трг. пред. Ангропромет, Радовановић Божидар, Дурмишевић Момир, Агичевић Селим, РО Победа, Ангропромет, Видановић Велизар, Ћирић Добривоје, Шаћири Мурат, Ангропромет, Тасић Михајло, Петровић Лазар, Лилић Србислав, РО Понишавље, Ћирић Душан, Гавриловић Димко, Агропродукт, Ловац, Агропродукт, Ангропромет, Станковић Мика, Банковић Божидар, Петровић Драгољуб, Крстић Лазар, Стануловић Костадин, Банковић Божидар, Ангропромет, Божиловић Душан, Пешић Петар, СО Пирот, Ангропромет, Манчев Милорад. 
У оквиру ове целине, налази се кућа Гаротића из 1869. године и реконструкција овог објекта обављена је 2012. године.